# 张秋香 (1984年)
张秋香（1984年—），女，汉族，江苏如东人，中华人民共和国政治人物，中国共产党党员，第十二届全国人民代表大会江苏地区代表。

## 生平
毕业于徐州师范大学（现江苏师范大学）电气工程及自动化学院自动化专业。2013年，被选为全国人大代表。